# Sounds Of New Soma
Sounds Of New Soma ist eine deutsche Krautrock- und Psychedelic-Rock-Band aus Krefeld.

## Geschichte
Gegründet wurde die Band 2013 von Dirk Raupach, der ein Jahr zuvor das Musiklabel Tonzonen Records ins Leben rief, und Alexander Djelassi. Ihr Debütalbum Beyond the Acid Dream veröffentlichten sie 2014 auf Raupachs Label, unterstützt durch den Saxophonisten Andreas Lessenich als Gastmusiker. Für das Mastering zeichnete Eroc verantwortlich. Zwei Jahre später folgte das Zweitwerk Moebius Tunnel, das als LP-Ausgabe (blaues Vinyl, 300 Exemplare) sowie im CD-Format erschien. Das Cover ließ sich die Band von Mark Reiser gestalten, der diese Aufgabe auch schon für Gruppen wie Hawkwind übernahm.
Beim Drittwerk, das im April 2017 veröffentlicht wurde, war erneut Eroc für das Mastering zuständig, und wie schon beim Debüt war Andreas Lessenich als Gastsaxophonist beteiligte. Zusätzlich als Studiomusiker wurde zudem Schlagzeuger Armin Schopper engagiert. Im April 2018 folgte dann das vierte Album Live at the Green Mushroom Festival, dessen Titel laut Babyblaue Seiten eher konzeptionell zu verstehen ist und keine Aufnahme von einem tatsächlichen Festival darstellt. Schopper war dabei erneut als Gastschlagzeuger beteiligt. Im Interview mit Eclipsed bestätigten Raupach und Djelassi die grundsätzliche Annahme: Die Aufnahmen der Basis-Tracks seien tatsächlich einer Livesituation entsprungen und ein Festival dieses Namens gebe es nicht.

## Stil
Als Inspirationsquelle wurden auf dem Debütalbum, das „spacige und ambientartige Krautelektronik-Sphären“ erforscht, „Can, Schickert, Harmonia, Schulze und einige andere Krauturgesteine“ ausgemacht. Auf dem Zweitwerk blieb die Band weiterhin „tief in krautig-elektronische Klangwelten“ verwurzelt, sorgte aber durch die „Gitarren mit eigenartigen, oft leicht dissonanten Einwürden (sic!)“ für „mehr Schroffheit“. Als Referenzen wurden für einige Passagen zudem Tangerine Dream und Kraftwerk genannt.
Auf dem dritten und vierten Album fügte Sounds Of New Soma dem gewohnten Klangbild u. a. Elemente aus dem Jazz und Musik bzw. Post-Rock hinzu. Explizit für Live at the Green Mushroom Festival wurde der Stil von musikreviews.de als „viel Space, wenig Kraut“ zusammengefasst.

## Diskografie

### Alben
- 2014: Beyond the Acid Dream (Tonzonen Records)
- 2016: Moebius Tunnel (Tonzonen Records, TON010)
- 2017: La Grande Bellezza (Tonzonen Records)
- 2018: Live at the Green Mushroom Festival (Tonzonen Records, TON041)
- 2019: Nachdenken über Rolf-Ulrich Kaiser (Tonzonen Records, TON078)
- 2020: Live At Studio Helmtown (Tonzonen Records, TON085)
- 2021: Live At Studio Helmtown, Limited Edition (Tonzonen Records, TON100)
- 2021: Trip (Tonzonen Records, TON104)
- 2022: Musique Bizarre (Tonzonen Records)
- 2023: Fluxus 2071 (Tonzonen Records)
- 2025: The Story Of Sam Buckett (Tonzonen Records)

### Singles und EPs
- 2014: Gandhis Labyrinth (EP, Eigenvertrieb)
- 2017: Mahatma Macht Mittag (7", Tonzonen Records)